# Burg Waldeck (Lorch)
Die Burg Waldeck ist die Ruine einer Höhenburg bei Lorch im Rheingau-Taunus-Kreis in Hessen. Sie liegt im Rheingau oberhalb des Tiefenbachs in einem nördlichen Seitental der Wisper.
Seit 2002 ist die Burg Waldeck Teil des UNESCO-Welterbes Oberes Mittelrheintal.

## Lage
Die Burg Waldeck auf 230 m ü. NN war eine Mainzer Grenzfeste zur Sicherung des Rheingauer Gebücks, gegenüber der Sauerburg und von Sauerthal.

## Geschichte
Die Gründung der Burg im 12. Jahrhundert ist nicht belegt; ein Wolfricus de Waldeckken wurde erstmals 1147 urkundlich erwähnt. Vermutlich handelt es sich um einen Edelfreien oder Ministerialen, der sich nach der Burg Waldeck nannte. Die Burg wurde am 24. Juni 1315 Mainzer Offenhaus. Auf der Burg lebten spätestens seit dem 13. Jahrhundert verschiedene Familien, die sich durch Zunamen unterscheiden lassen (Ganerbenburg). Nachzuweisen sind u. a. die Marschälle von Waldeck, die Waldbott von Waldeck und die Stumpf von Waldeck. Das Zusammenleben wurde in einem Burgfriedensvertrag genau geregelt. Durch die Rechtsform der Ganerbenburg ist auch die Gestalt der Burg in besonderer Weise entstanden. So hat jeder Mitbesitzer ein eigenes Burghaus gebaut, in dem er mit seiner Familie wohnte (vergleiche Burg Eltz). Im 18. Jahrhundert wurde die Burg als Lehen vergeben, jedoch verfiel sie im 17. bis 18. Jahrhundert, woraufhin man sie abbrach.

## Heutige Situation

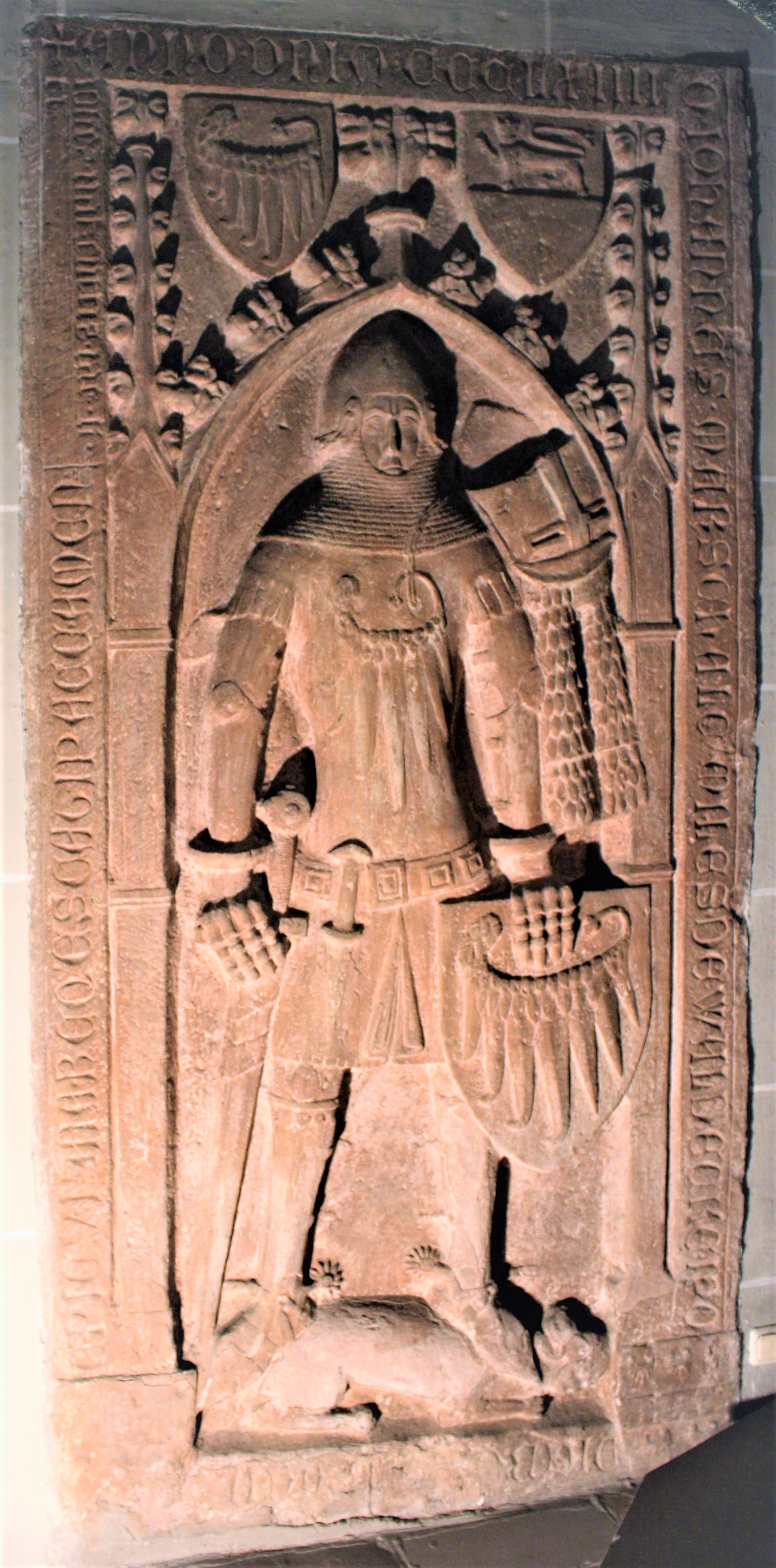
Johann III. Marschall von Waldeck auf einer Grabplatte von 1364 in der St. Martinskirche in Lorch (Rheingau).

Heute sind von der Burg nur noch Mauerreste und der 17 Meter tiefe Burgbrunnen erhalten. Die Ruine ist in Privatbesitz und war lange Zeit schwer zugänglich. Inzwischen ist der ehemals gefährliche Aufstieg vom Rheinhöhenweg auf den Burgberg durch Treppenstufen befestigt, so dass die Reste der Anlage auf eigene Gefahr besichtigt werden können.